# 굴벌레나방상과
굴벌레나방상과(Cossoidea)는 나비목에 속하는 이문류 나방 상과의 하나이다. 자매군 유리나방상과처럼, 열매의 속을 파먹는 심식충으로, 번데기에서 성충으로 탈바꿈할 때 나무 줄기에서 빠져나올 수 있도록 번데기가 가시로 덮혀 있다. 쐐기나방과를 여기의 세 번째 과로 포함시키기도 한다. 그러나 유리나방상과, 그리고 알락나방상과와 잎말이나방상과까지도 굴벌레나방상과와 근연 관계에 있는 것으로 보이며, 쐐기나방과 등의 관계(특히 알락나방상과)는 좀더 연구가 필요하다.

## 하위 분류
- 굴벌레나방과 (Cossidae)
- Dudgeoneidae